# Arcidiocesi di Poznań

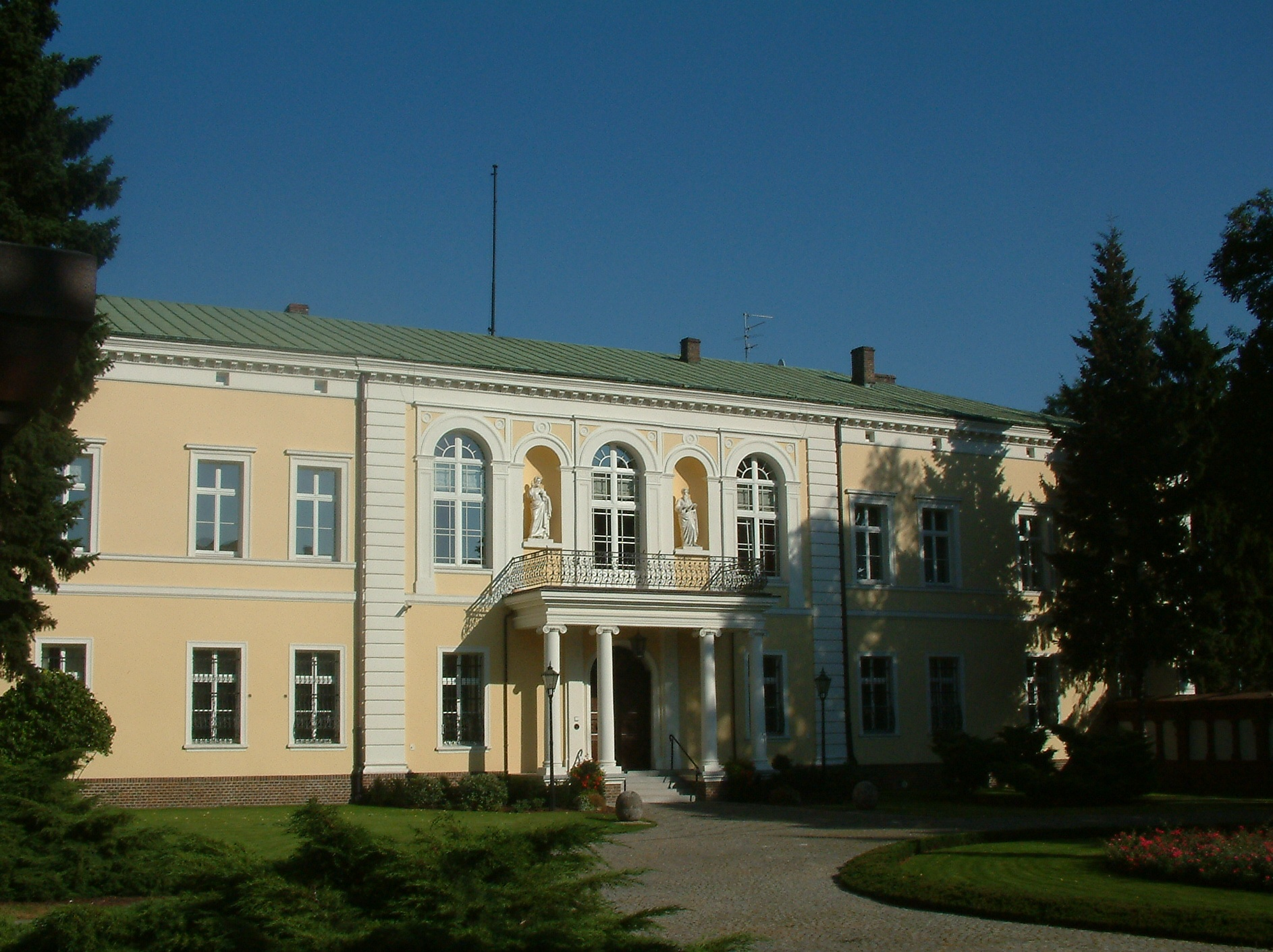
Il palazzo arcivescovile di Poznań.

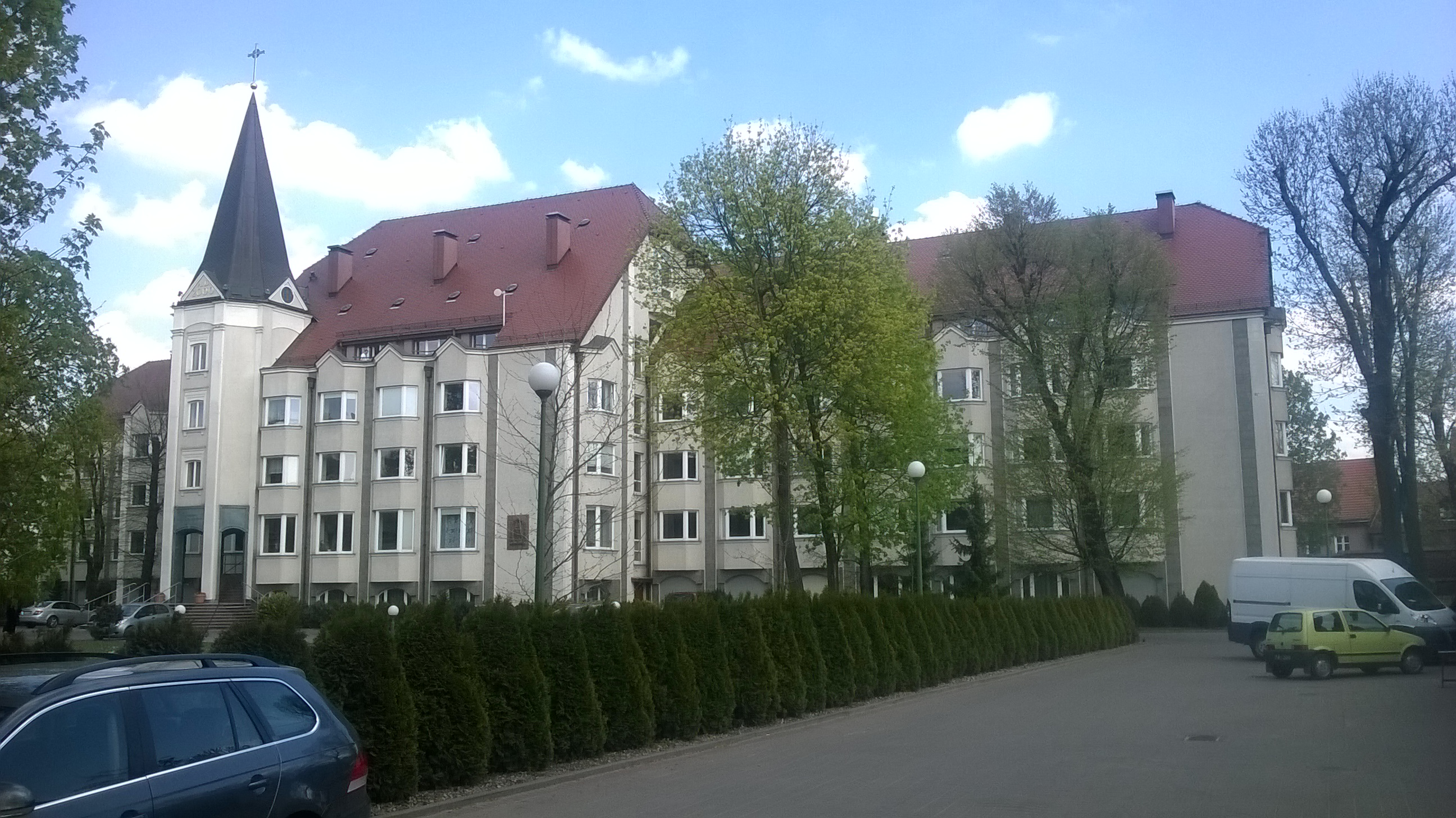
Il seminario di Poznań.

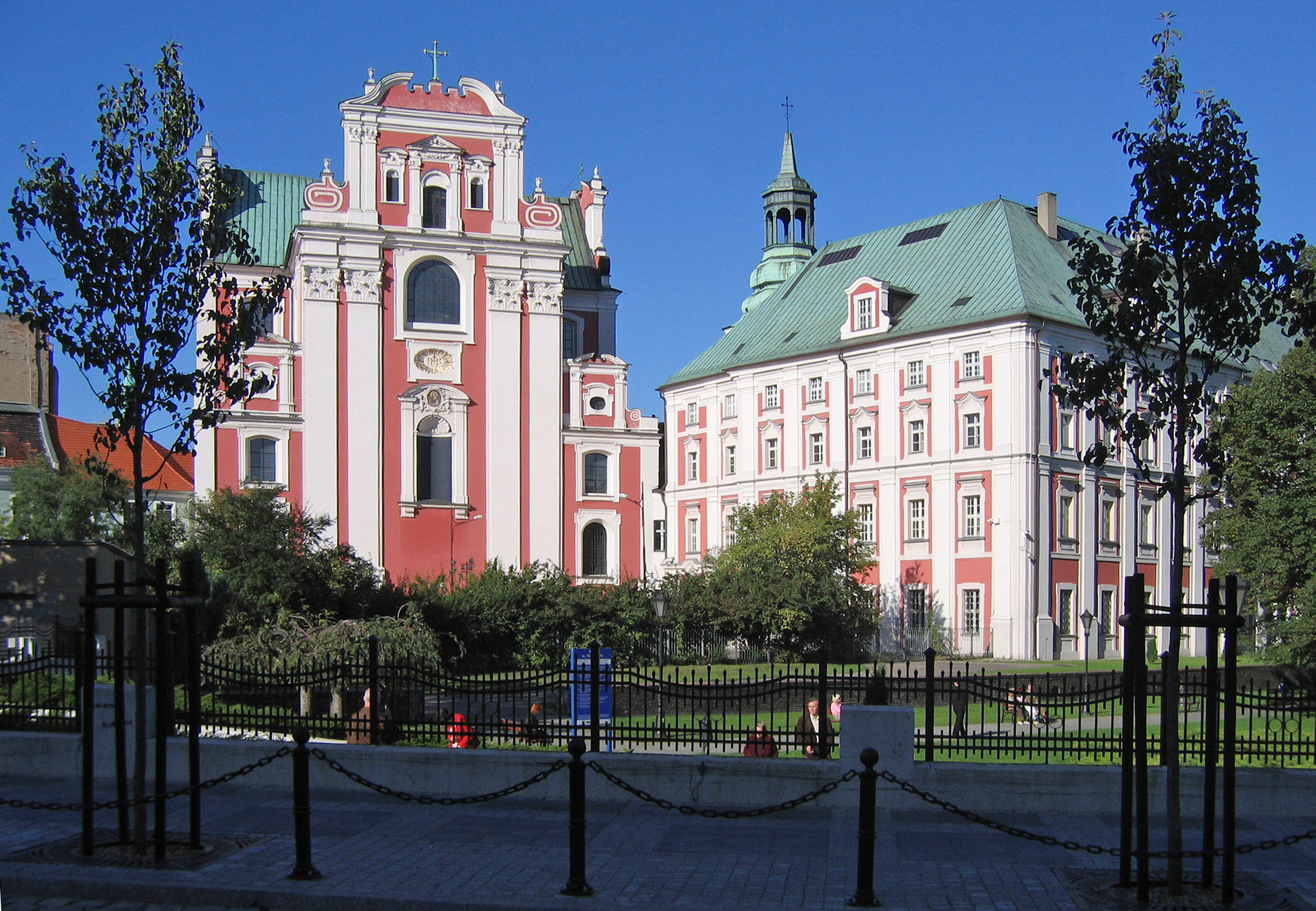
La basilica di Nostra Signora del Perpetuo Soccorso e Santa Maria Maddalena di Poznań.

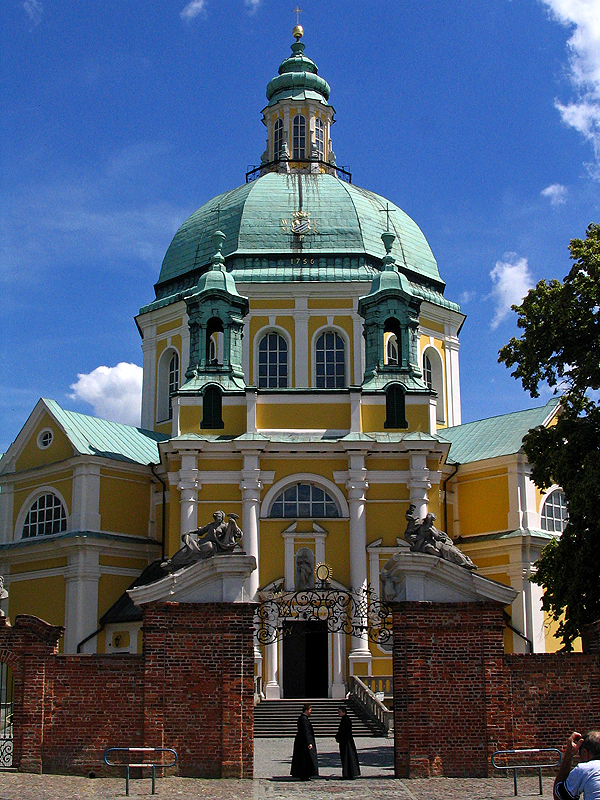
La basilica sulla Santa Montagna di Głogówko.

L'arcidiocesi di Poznań (in latino Archidioecesis Posnaniensis) è una sede metropolitana della Chiesa cattolica in Polonia. Nel 2023 contava 1.499.660 battezzati su 1.522.560 abitanti. È retta dall'arcivescovo Zbigniew Jan Zieliński.

## Territorio
L'arcidiocesi comprende la parte occidentale del voivodato della Grande Polonia.
Sede arcivescovile è la città di Poznań, dove si trova la cattedrale dei Santi Pietro e Paolo. Oltre alla cattedrale, in arcidiocesi sorgono altre 5 basiliche minori: la basilica collegiata di Nostra Signora della Consolazione e di San Stanislao a Szamotuły; la basilica sulla Santa Montagna a Głogówko; la basilica di San Giuseppe a Poznań; la basilica di San Nicola a Leszno; e la basilica di Nostra Signora del Perpetuo Soccorso e Santa Maria Maddalena a Poznań.
Il territorio è suddiviso in 42 decanati e 416 parrocchie.
La provincia ecclesiastica di Poznań, istituita nel 1821, comprende una sola suffraganea, la diocesi di Kalisz.

## Storia
La diocesi di Poznań fu eretta nel 968, come prima diocesi polacca. Dopo gli anni 999-1000 quando fu eretta l'arcidiocesi di Gniezno, la diocesi di Poznań rimase esente dalla sua giurisdizione metropolitica fino al 1075.
Il capitolo della cattedrale di Poznań esisteva già nel X secolo. La sua composizione era in continua evoluzione; il numero massimo di componenti è documentato nel XVI secolo, quando era composto da 10 dignità e 34 canonici.
Dopo l'erezione della sede di Gniezno e la definizione dei confini tra le due sedi, la diocesi di Poznań era costituita da due entità territoriali non contigue tra loro, nella Grande Polonia, dove si trovava la sede episcopale, e nella Masovia, dove si trovava Varsavia.
La suddivisione in parrocchie della diocesi è documentata già a partire dal XIII secolo. Le parrocchie più antiche sono quelle di Oborniki, Przemęt, Zbąszyń, Kościan e Śrem. Nel XV secolo il territorio era suddiviso in circa 560 parrocchie.
Nel 1518 il vescovo Jan Lubrański fondò l'Accademia Lubrański, il primo collegio universitario di Poznań, che divenne presto un centro umanistico e teologico, che preparava i candidati allo stato clericale.
Il 16 ottobre 1798 cedette una porzione di territorio a vantaggio dell'erezione della diocesi di Varsavia (oggi arcidiocesi).
Il 16 luglio 1821 per effetto della bolla De salute animarum di papa Pio VII fu elevata al rango di arcidiocesi metropolitana e unita aeque principaliter all'arcidiocesi di Gniezno. Contestualmente l'arcidiocesi si ingrandì con porzioni di territorio sottratte alla diocesi di Breslavia.
Il 28 ottobre 1925 con la bolla Vixdum Poloniae unitas di papa Pio XI furono modificati i confini tra le due sedi di Gniezno e di Poznań, con uno scambio reciproco di 2 decanati: Miłosław e Jarocin passarono a Gniezno, che cedette Ołobock e Krotoszyn a Poznań.
Durante l'occupazione nazista della Polonia, quasi tutte le chiese dell'arcidiocesi furono chiuse, compresa la cattedrale, saccheggiata di tutte le sue opere d'arte e delle suppellettili sacre. In questo periodo molti sacerdoti furono incarcerati o deportati e 240 trovarono la morte.
Il 3 maggio 1946 fu de facto separata dall'arcidiocesi di Gniezno, anche se la divisione definitiva fu sancita solo il 25 marzo 1992 con la bolla Totus tuus Poloniae populus di papa Giovanni Paolo II. Con la stessa bolla, l'arcidiocesi di Poznań ha ceduto una porzione del suo territorio a vantaggio dell'erezione della diocesi di Kalisz.
Il 20 giugno 1993 l'arcidiocesi accolse per la prima volta la visita pastorale di un pontefice, Giovanni Paolo II, in concomitanza con la beatificazione di madre Urszula Ledóchowska, fondatrice delle Suore orsoline del Sacro Cuore di Gesù Agonizzante. Il papa visitò ancora Poznań nel 1997.
Il 23 marzo 2004 l'arcidiocesi ha ceduto altre 26 parrocchie all'arcidiocesi di Gniezno.

## Cronotassi dei vescovi
Si omettono i periodi di sede vacante non superiori ai 2 anni o non storicamente accertati.
- Jordan † (968 - 984 deceduto)

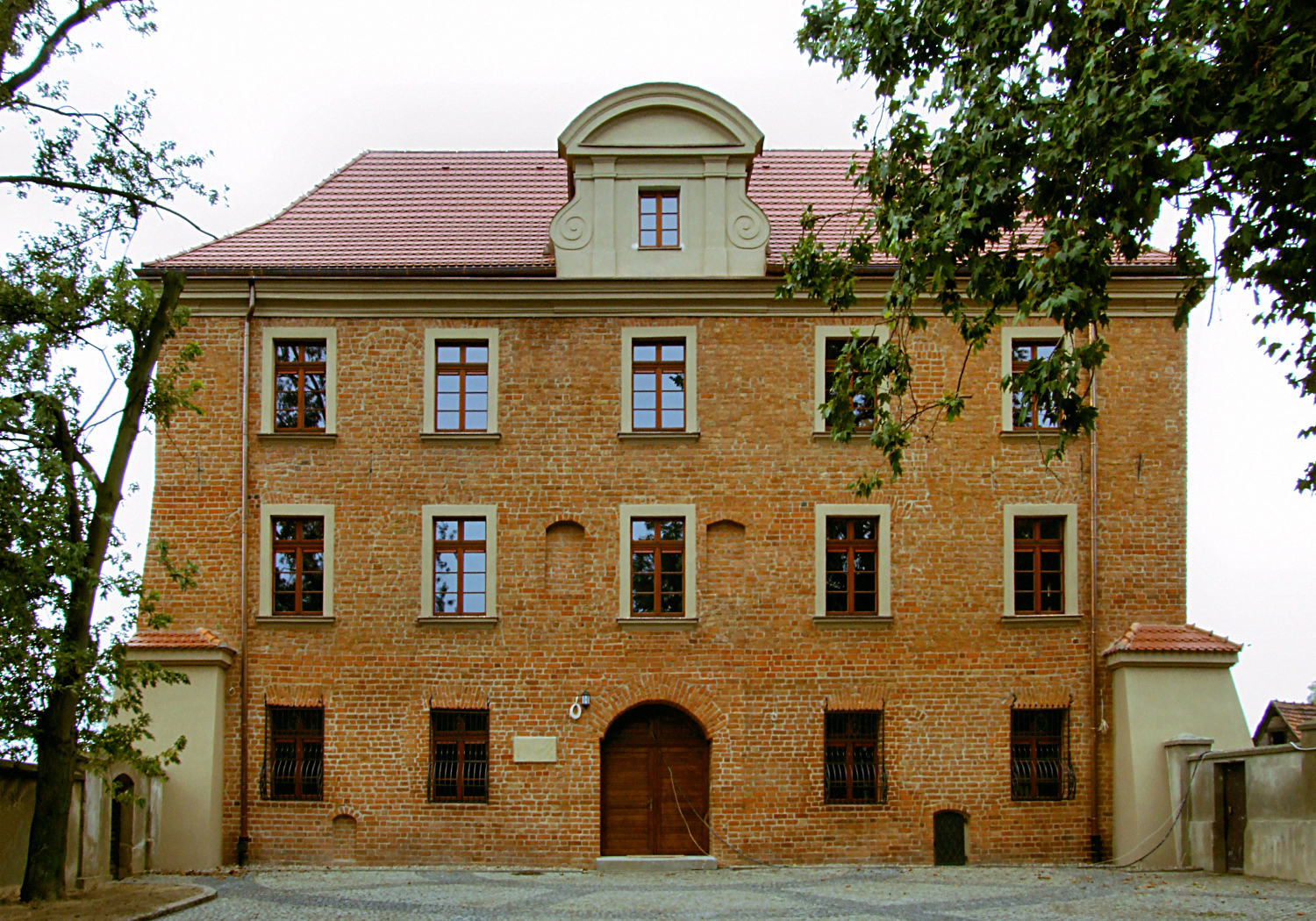
L'edificio storico dell'Accademia Lubrański oggi ospita gli archivi dell'arcidiocesi.

- Anonimo † (984 - 991/992 deceduto)
- Unger † (991/992 - 999 ? deceduto)
- Tymoteusz † (1002 - 1020)
- Paulin † (1021 - 1035)
- Benedykt I † (1037 - 1048)
- Marceli † (1048 - 1065)
- Teodor † (1065 - 1087)
- Dionizy † (1088 - 1106)
- Wawrzyniec † (1106 - 1027)
- Michał ? † (1113 - ?)
- Marcin † (? - 1142)
- Bogufał I † (1142 - 1146)
- Pean † (1146 - 1152)
- Stefan † (1152 - 1156)
- Radwan † (1156 - 1164)
- Bernard † (1164 - 1172)
- Cherubin † (1172 - 1180)
- Arnold I † (1180 - 1186)
- Beato Bogumił Piotr † (1186 - 1187 nominato arcivescovo di Gniezno)
- Benedykt II † (1187 - 1193)
- Mrokota † (1193 - 1196)
- Arnold II † (1196 - 1211)
- Filip † (1211)
- Paweł † (17 luglio 1211 - 31 marzo 1240 deceduto)
- Bogufał II † (1240 - 9 febbraio 1253 deceduto)
- Piotr Prawdzic † (1253 - 10 maggio 1254 deceduto)
- Bogufał III z Czerlina † (7 febbraio 1255 - gennaio 1265 deceduto)
  - Falęta † (1266 - 1267) (vescovo eletto)
- Mikołaj I † (22 maggio 1267 - 1273 deceduto)
- Jan Wyszkowic † (1273 - 1286)
- Jan Gerbicz † (1286 - 1298 deceduto)
- Andrzej Zaremba † (1298 - 1311)
- Domarat Grzymała † (1311 - 12 marzo 1320 deceduto)
- Jan Doliwa † (1325 installato - 1335)
- Jan Łodzia † (1335 - 1346 deceduto)
- Andrzej z Wiślicy † (19 febbraio 1347 - 17 marzo 1348 nominato vescovo di Schwerin)
- Wojciech Pałuka † (17 marzo 1348 - 31 maggio 1355 deceduto)
- Jan z Lutogniewa † (11 gennaio 1356 - 14 febbraio 1374 deceduto)
- Mikołaj z Górki † (7 maggio 1375 - marzo 1382 deceduto)
- Jan Kropidło † (9 giugno 1382 - 1384 nominato vescovo di Cuiavia)
- Dobrogost z Nowego Dworu † (1384 - 26 gennaio 1394 nominato arcivescovo di Gniezno)
- Jan Kropidło † (26 gennaio 1394 - 31 luglio 1394 nominato arcivescovo, titolo personale, di Kamień) (per la seconda volta)
  - Jan Kropidło † (31 luglio 1394 - 19 novembre 1395) (amministratore apostolico)
- Mikołaj Kurowski † (19 novembre 1395 - 26 aprile 1399 nominato vescovo di Cuiavia)
- Wojciech Jastrzębiec † (26 aprile 1399 - 9 agosto 1412 nominato vescovo di Cracovia)
- Piotr Wysz Radoliński † (9 agosto 1412 - 1414 deceduto)
- Andrzej Łaskarz Gosławski † (28 settembre 1414 - 25 agosto 1426 deceduto)
- Mirosław Brudzewski † (14 ottobre 1426 - 1427 deceduto)
- Stanisław Ciołek † (21 maggio 1428 - novembre 1437 deceduto)
- Andrzej Bniński † (21 luglio 1438 - 5 gennaio 1479 deceduto)
- Uriel Górka † (26 maggio 1479 - prima del 24 gennaio 1498 deceduto)
- Jan Lubrański † (22 ottobre 1498 - 22 maggio 1520 deceduto)
- Piotr Tomicki † (22 giugno 1520 - tra il 9 dicembre 1523 e il 17 maggio 1525 dimesso[7])
- Jan Latalski † (17 maggio 1525 - 15 marzo 1536 nominato vescovo di Cracovia)
- Giovanni di Lituania † (15 marzo 1536 - 18 febbraio 1538 deceduto)
- Stanisław Oleśnicki z Pinczowa † (25 giugno 1538 - 27 aprile 1539 deceduto)
- Sebastian Branicki † (9 settembre 1539 - 6 maggio 1544 deceduto)
- Paweł Dunin Wolski † (10 ottobre 1544 - 1546 deceduto)
- Benedykt Izdbieński † (17 maggio 1546 - 18 gennaio 1553 deceduto)
- Andrzej Czarnkowski † (1º marzo 1553 - 9 luglio 1562 deceduto)
- Adam Konarski † (25 settembre 1562 - 1º dicembre 1574 deceduto)
  - Sede vacante (1574-1577)
- Łukasz Kościelecki † (4 marzo 1577 - 26 luglio 1597 deceduto)
- Jan Tarnowski † (10 novembre 1597 - 12 giugno 1600 nominato vescovo di Cuiavia)
- Wawrzyniec Goślicki † (19 marzo 1601 - 31 ottobre 1607 deceduto)
- Andrzej Opaliński † (31 ottobre 1607 succeduto - 1623 deceduto)
- Jan Wężyk † (13 maggio 1624 - 22 marzo 1627 nominato arcivescovo di Gniezno)
- Maciej Łubieński † (14 aprile 1627 - 24 marzo 1631 nominato vescovo di Cuiavia)
- Adam Nowodworski † (7 aprile 1631 - 1634 deceduto)
- Henryk Firlej † (9 luglio 1635 - 1635 deceduto)
- Andrzej Szołdrski † (21 luglio 1636 - 1º aprile 1650 deceduto)
- Kazimierz Florian Czartoryski † (3 ottobre 1650 - 31 maggio 1655 nominato vescovo di Cuiavia)
- Wojciech Tolibowski † (2 agosto 1655 - 1663 deceduto)
- Stefan Wierzbowski † (26 novembre 1663 - 7 marzo 1687 deceduto)
- Stanisław Jan Witwicki † (24 novembre 1687 - 4 marzo 1698 deceduto)
- Mikołaj Stanisław Święcicki † (18 maggio 1699 - 1707 deceduto)
  - Sede vacante (1707-1710)
- Mikołaj Bartłomiej Tarło † (7 maggio 1710 - 20 settembre 1715 deceduto)
- Krzysztof Antoni Szembek † (1º luglio 1716 - 22 luglio 1720 nominato vescovo di Cuiavia)
- Piotr Tarło † (16 dicembre 1720 - 1722 deceduto)
- Jan Joachim Tarło † (15 marzo 1723 - 13 agosto 1732 deceduto)
- Stanisław Józef Hozjusz † (19 gennaio 1733 - 13 ottobre 1738 deceduto)
- Teodor Kazimierz Czartoryski † (26 gennaio 1739 - 1º marzo 1768 deceduto)
- Andrzej Stanisław Młodziejowski † (16 maggio 1768 - 20 febbraio 1780 deceduto)
- Antoni Onufry Okęcki † (20 marzo 1780 succeduto - 15 giugno 1793 deceduto)
- Ignacy Jan Zygmunt von Raczyński † (12 settembre 1794 - 26 agosto 1806 nominato arcivescovo di Gniezno)
  - Sede vacante (1806-1809)
- Tymoteusz Gorzeński † (27 marzo 1809 - 16 luglio 1821 nominato arcivescovo di Gniezno)
  - Sede unita all'arcidiocesi di Gniezno (1821-1946)
- Walentyn Dymek † (3 maggio 1946 - 22 ottobre 1956 deceduto)
- Antoni Baraniak, S.D.B. † (30 maggio 1957 - 20 agosto 1977 deceduto)
- Jerzy Stroba † (21 settembre 1978 - 11 aprile 1996 ritirato)
- Juliusz Paetz † (11 aprile 1996 - 28 marzo 2002 dimesso)
- Stanisław Gądecki (28 marzo 2002 - 19 marzo 2025 ritirato)
- Zbigniew Jan Zieliński, dal 19 marzo 2025

## Statistiche
L'arcidiocesi nel 2023 su una popolazione di 1.522.560 persone contava 1.499.660 battezzati, corrispondenti al 98,5% del totale.
| anno | popolazione | popolazione | popolazione | presbiteri | presbiteri | presbiteri | presbiteri                | diaconi | religiosi | religiosi | parrocchie |
| anno | battezzati  | totale      | %           | numero     | secolari   | regolari   | battezzati per presbitero | diaconi | uomini    | donne     | parrocchie |
| ---- | ----------- | ----------- | ----------- | ---------- | ---------- | ---------- | ------------------------- | ------- | --------- | --------- | ---------- |
| 1950 | 1.250.000   | 1.300.000   | 96,2        | 625        | 513        | 112        | 2.000                     |         | 105       | 1.322     | 386        |
| 1970 | 1.588.673   | 1.673.823   | 94,9        | 1.065      | 780        | 285        | 1.491                     |         | 594       | 2.159     | 428        |
| 1980 | 1.720.000   | 1.800.000   | 95,6        | 1.095      | 854        | 241        | 1.570                     |         | 559       | 1.759     | 471        |
| 1990 | 1.875.000   | 1.960.000   | 95,7        | 1.203      | 948        | 255        | 1.558                     |         | 660       | 1.752     | 499        |
| 1999 | 1.557.500   | 1.620.500   | 96,1        | 1.046      | 777        | 269        | 1.489                     |         | 584       | 1.574     | 412        |
| 2000 | 1.558.500   | 1.621.000   | 96,1        | 1.041      | 779        | 262        | 1.497                     |         | 552       | 1.566     | 414        |
| 2001 | 1.554.000   | 1.617.000   | 96,1        | 1.080      | 779        | 301        | 1.438                     |         | 642       | 1.467     | 415        |
| 2002 | 1.553.000   | 1.615.000   | 96,2        | 1.081      | 779        | 302        | 1.436                     |         | 640       | 1.382     | 420        |
| 2003 | 1.537.630   | 1.597.630   | 96,2        | 1.047      | 787        | 260        | 1.468                     |         | 596       | 1.303     | 421        |
| 2004 | 1.537.630   | 1.598.630   | 96,2        | 1.066      | 810        | 256        | 1.442                     |         | 703       | 1.322     | 423        |
| 2013 | 1.480.000   | 1.500.000   | 98,7        | 1.008      | 718        | 290        | 1.468                     |         | 501       | 1.015     | 405        |
| 2016 | 1.480.000   | 1.500.000   | 98,7        | 1.079      | 755        | 324        | 1.371                     |         | 564       | 1.000     | 412        |
| 2019 | 1.477.000   | 1.497.000   | 98,7        | 1.049      | 748        | 301        | 1.408                     |         | 550       | 974       | 414        |
| 2021 | 1.493.700   | 1.514.600   | 98,6        | 1.012      | 711        | 301        | 1.475                     |         | 529       | 914       | 414        |
| 2023 | 1.499.660   | 1.522.560   | 98,5        | 972        | 681        | 291        | 1.542                     |         | 418       | 893       | 416        |